# 2003年6月逝世人物列表
2003年逝世人物列表：1月 - 2月 - 3月 - 4月 - 5月 - 6月 - 7月 - 8月 - 9月 - 10月 - 11月 - 12月
2003年6月逝世人物列表，是用于汇总2003年6月期间逝世人物的列表。

## 依日期排序

### 1日
- 瑪喬麗·芬利（Marjorie Finlay），74歲，美國歌劇歌手和電視名人。
- 齊格弗里德·弗雷塔格（Siegfried Freytag），83歲，二戰期間德國空軍飛行王牌。[1]
- 約翰尼·霍普，86歲，美國棒球運動員（聖路易斯紅雀隊、波士頓勇士隊、匹茲堡海盜隊）。[2]
- Jørgen Kiil，72歲，丹麥演員。[3]
- 約翰尼·保羅·科羅馬，43歲，塞拉利昂軍官，國家元首（1997-1998年）。
- 葉夫根尼·馬特維耶夫，81歲，俄羅斯演員和電影導演，肺癌。
- Olikoye Ransome-Kuti，75歲，奈及利亞政治家和活動家。
- 彼特·西維斯，89歲，美國棒球運動員（費城費城人隊）。[4]
- Burkard Freiherr von Müllenheim-Rechberg，92歲，德國外交官和作家。

### 2日
- 弗雷迪·布拉西，85歲，美國職業摔跤手和NWA世界青年重量級冠軍，腎衰竭。[5]
- Bojčo Brănzov，57歲，保加利亞籃球運動員（1968年夏季奧運會男子籃球運動員）。[6]
- 迪克·庫薩克，77歲，美國演員（《逃亡者》《高保真》《連鎖反應》），胰腺癌。[7]
- 唐納德·傑克，78歲，加拿大劇作家和小說家。[8]
- 小鶴誠，80歲，日本棒球運動員。[9]
- 伯克·馬歇爾（Burke Marshall），80歲，美國律師，民權司司長。[10]

### 3日
- 彼得·布羅姆利，74歲，英國體育廣播員，BBC電臺賽馬之聲40年（1961-2001），胰腺癌。[11]
- 費利克斯·德·韋爾登（Felix de Weldon），96歲，奧地利裔美國雕塑家（海軍陸戰隊戰爭紀念館）。[12]
- 約翰·詹普森，72歲，英國電影剪輯師（《一條叫旺達的魚》、《艱難的一天之夜》、《恐怖小店》），糖尿病。
- Petre Mshveniyeradze，74歲，蘇聯和喬治亞水球運動員，奧運會銀牌得主。[13]
- 法布裡斯·薩蘭森（Fabrice Salanson），23歲，法國公路自行車手，心臟病發作。[14]

### 4日
- 穆罕默德·阿卜杜勒·巴里（Muhammad Abdul Bari），72-73歲，孟加拉國學者、語言學家和伊斯蘭學者。[15]
- Joan Leigh Fermor，91歲，英國攝影師。[16]
- 塞拉芬·羅霍（Serafín Rojo），77歲，西班牙漫畫家和畫家。[17]
- Nurul Amin Talukdar，57歲，孟加拉國政治家。

### 5日
- 湯瑪斯·斯皮克曼·巴內特（Thomas Speakman Barnett），93歲，加拿大政治家（加拿大議會議員，不列顛哥倫比亞省科莫克斯-阿爾伯尼）。[18]
- John Fairclough，72歲，英國計算機設計師，政府首席科學顧問。[19]
- 派特裡夏·布洛姆菲爾德·霍爾特（Patricia Blomfield Holt），92歲，加拿大作曲家、鋼琴家和音樂教育家。
- 於爾根·穆勒曼（Jürgen Möllemann），57歲，德國部長，自殺身亡。
- 曼努埃爾·羅森塔爾（Manuel Rosenthal），98歲，法國作曲家和指揮家。[20]
- Meir Vilner，84歲，以色列政治家，以色列共產黨主席。[21]

### 6日
- 阿達爾伯特·博羅斯（Adalbert Boros），94歲，羅馬尼亞羅馬天主教主教。
- 肯·格裡姆伍德（Ken Grimwood），59歲，美國作家，心臟病發作。
- 邁克爾·約翰（Michael John），60歲，澳大利亞政治家。[22]
- 喬治·皮查德（Georges Pichard），83歲，法國漫畫家。[23]
- 戴夫·羅伯里（Dave Rowberry），62歲，英國鋼琴家和管風琴家。
- Shivnath Singh，56歲，印度長跑運動員（1976年奧運會男子馬拉松，1980年奧運會男子馬拉松）。[24]
- 希爾達·蘇爾（Hilda Sour），87歲，智利女演員和歌手。

### 7日
- 阿恩·邦德（Arne Bonde），78歲，挪威報紙編輯和電臺主管。
- Belle Chrystall，93歲，英國女演員。
- R. W. G. Dennis，92歲，英國植物學家。[25]
- 穆罕默德·阿卜杜勒·加尼·加馬西，81歲，埃及陸軍元帥兼武裝部隊總司令。
- 格雷格·加勒特（Greg Garrett），56歲，美國棒球運動員（加州天使隊，辛辛那提紅人隊）。[26]
- 特雷弗·戈達德（Trevor Goddard），40歲，英國演員（JAG，真人快打，加勒比海盜：黑珍珠號的詛咒），意外吸毒過量。[27]
- Selahattin Ülkümen，89歲，土耳其外交官。

### 8日
- 湯瑪斯·蓋蒂斯（Thomas S. Gettys），90歲，美國政治家。[28]
- 赫歇爾·伯克·吉伯特（Herschel Burke Gilbert），85歲，美國電影和電視配樂的管弦樂家和作曲家，中風併發症。[29]
- 科林·萊古姆（Colin Legum），84歲，南非記者和作家。[30]
- 萊頓·裡斯（Leighton Rees），63歲，威爾士飛鏢運動員，心臟病發作。[31]

### 9日
- Kató Lomb，94歲，匈牙利語筆譯員和同聲傳譯員。
- 安傑洛·帕爾馬斯（Angelo Palmas），88歲，義大利天主教會主教。[32]
- Indradeep Sinha，88歲，印度自由鬥士和共產主義領袖。
- 格尔曼·亚历山德罗维奇·斯韦什尼科夫，66歲，蘇聯擊劍運動員（奧運會獎牌：1960年金牌，1964年金牌，1968年銀牌）。[33]

### 10日
- 查理斯·哈裡森·布朗（Charles Harrison Brown），82歲，美國政治家（密蘇里州第7國會選區的美國眾議員）。[34]
- 約翰·森普爾·加爾佈雷思，86歲，英國歷史學家。
- 哈爾·高斯曼（Hal Gausman），85歲，美國布景師。
- 西爾維奧·佩德羅尼（Silvio Pedroni），85歲，義大利賽車手（男子個人公路賽，1948年夏季奧運會男子團體公路賽）。[35]
- 利維奧·但丁·波塔（Livio Dante Porta），81歲，阿根廷蒸汽機車工程師。
- 唐纳德·里根（Donald Regan），84歲，美國政治家，參謀長兼財政部長，癌症。[36]
- 卡洛斯·羅卡，45歲，西班牙曲棍球運動員和奧運獎牌得主。[37]
- Boy Rozendal，74歲，古拉梳島政治家和記者。
- 大衛·托維爾（David Towell），66歲，美國政治家，癌症。
- 伯纳德·威廉姆斯（Bernard Williams），73歲，英國道德哲學家，多發性骨髓瘤。[38]
- 菲爾·威廉姆斯（Phil Williams），64歲，威爾士政治家，南威爾士東部威爾士國民議會議員，心臟病發作。[39]

### 11日
- 大衛·布林克利（David Brinkley），82歲，美國廣播記者（亨特利-布林克利報導，NBC晚間新聞，本周與大衛·布林克利）。[40]
- 潘卡伊·查蘭·達斯，78歲，印度古典舞者。
- 伊洛娜·馬達里，86歲，匈牙利體操奧運獎牌得主。[41]
- 威廉·馬歇爾（William Marshall），78歲，美國演員、導演和歌劇演唱家，患有阿爾茨海默病和糖尿病的併發症。[42]
- 維吉爾·梅爾德雷斯庫，81歲，羅馬尼亞足球經理。
- 魯道夫·湯姆西茨（Rudolf Tomsits），57歲，匈牙利爵士音樂家。
- 漢娜·維雷斯（Hanna Veres），74歲，烏克蘭民間藝術家、刺繡師和織布工。
- 蓋伊·威拉特（Guy Willatt），85歲，英國板球運動員。[43]

### 12日
- Itamar Assumpção，53歲，巴西詞曲作者和作曲家，結直腸癌。[44]
- 約瑟夫·弗萊斯（Joseph L. Fleiss），65歲，美國流行病學家和生物統計學教授。
- 格雷戈里·派克（Gregory Peck），87歲，美國演員（《殺死一隻知更鳥》、《羅馬假日》、《巴西男孩》），支氣管肺炎。[45]
- 山姆·舒爾曼（Sam Schulman），93歲，美國體育商人（西雅圖超音速隊，聖地牙哥閃電隊），血液病。[46]

### 13日
- 哈羅德·阿什比（Harold Ashby），78歲，美國爵士男高音薩克斯管演奏家（艾靈頓公爵管弦樂團）。[47]
- 羅伯特·古德（Robert A. Good），81歲，美國醫生，被認為是現代免疫學的奠基人，食管癌。[48]
- 馬利克·梅拉傑·哈立德（Malik Meraj Khalid），86歲，巴基斯坦宣導者，左翼政治家和馬克思主義哲學家。
- 蓋伊·勒克斯（Guy Lux），83歲，法國電視節目主持人兼製片人，心臟病發作。
- 第十四代貝德福德公爵羅賓·羅素，63歲，英國同齡人，中風。[49]
- Tor Stokke，74歲，挪威電影演員，癌症患者。[50]
- 哈桑·伊本·葉海亞，95歲，葉門皇室成員和政治家。

### 14日
- 尼古拉·菲古羅夫斯基（Nikolai Figurovsky），79歲，蘇聯電影導演，編劇，作家和VGIK教授。
- Jimmy Knepper，75歲，美國爵士長號手，帕金森病併發症。[51]
- Volker Kriegel，59歲，德國爵士吉他手和作曲家。[52]
- 愛德華·摩爾（Edward F. Moore），77歲，美國數學和計算機科學教授，人工生命先驅。
- 喬伊斯·鮑威爾（Joyce Powell），81歲，紐西蘭板球運動員。[53]
- 君特·沙克（Günther Schack），85歲，二戰期間德國空軍戰鬥機王牌。
- 約翰·韋爾德（John Weld），98歲，美國報紙記者和作家（《你不要為我哭泣》、《巴黎的年輕人》、《九月之歌》）。[54]
- 戴爾·惠廷頓（Dale Whittington），43歲，美國賽車手。[55]

### 15日
- 拉爾夫·基爾納·布朗（Ralph Kilner Brown），93歲，英國法學家和運動員。
- 休姆·克羅寧，91歲，加拿大裔美國演員（《第七十字架》、《繭》、《鵜鶘簡報》），艾美獎得主（1990 年、1992 年、1994 年），前列腺癌。[56]
- Albert Demuyser，82歲，比利時藝術家和賽馬擁有者，癌症。
- Kaiser Matanzima，88歲，Transkei 政治家，總統（1979—1986年）。[57]
- 約翰尼·邁爾斯，97歲，加拿大馬拉松運動員。[58]
- 阿尔贝托·皮加亚尼，74歲，義大利重量級舉重運動員和奧運獎牌得主。[59]
- 菲力浦·斯通，79歲，英國演員（《閃靈》、《印第安那鐘斯與末日神殿》、《發條橙》）。[60]
- René Touzet，86歲，古巴作曲家、鋼琴家和樂隊指揮。
- 比爾·溫特沃斯，95歲，澳大利亞政治家（澳大利亞國會議員）。[61]
- 詹姆斯·威利斯（James Willis），79歲，澳大利亞海軍上將兼海軍參謀長。[62]

### 16日
- 阿薩·巴伯（Asa Baber），66歲，美國作家和《花花公子》雜誌專欄作家。[63]
- Enrico Baj，78歲，義大利藝術家和藝術作家。[64]
- 萊斯·本傑明（Les Benjamin），78歲，加拿大政治家（薩斯喀徹溫省里賈納-西裡賈納-拉姆斯登里賈納-拉姆斯登湖中心的議員）。[65]
- 皮埃爾·布爾戈特（Pierre Bourgault），69歲，加拿大政治家、散文家、演員和記者，肺癌患者。[66]
- 彼得·雷德格羅夫，71歲，英國詩人。[67]
- 卡洛斯·里瓦斯（Carlos Rivas），78歲，美國演員，前列腺癌。[68]
- 喬治·亨里克·馮·賴特（Georg Henrik von Wright），87歲，芬蘭哲學家、教授和作家。[69]
- René Walschot，87歲，比利時賽車手。[70]

### 17日
- 弗蘭克·克拉克，87歲，美國政治家（賓夕法尼亞州第25國會選區的美國眾議員）。[71]
- 威廉·戴斯特，71歲，德國歷史學家和作家。
- 艾爾莎·格雷夫（Elsa Grave），85歲，瑞典小說家、詩人和藝術家。
- 保羅·赫斯特（Paul Hirst），57歲，英國社會學家和政治理論家。
- Marcella Pobbe，81歲，義大利歌劇女高音。[72]
- Jean-Jacques Vierne，82歲，法國電影導演。[73]

### 18日
- 蓋伊·巴拉（Guy Bara），79歲，比利時漫畫作家和藝術家（Max l'explorateur）。[74]
- 肯尼斯·克羅斯，91歲，英國皇家空軍司令。
- 保羅·戴斯利，45歲，英國政治家，結直腸癌。[75]
- 拉裡·多比，79歲，美國棒球運動員（克利夫蘭印第安人），美國職業棒球大聯盟名人堂成員，骨癌。[76]
- Jankidas，93歲，印度印地語電影演員、自行車手、製作設計師和作家。
- 歐內斯特·馬丁（Ernest Martin），42歲，美國殺人犯，被注射死刑。

### 19日
- 傑克·巴特沃斯，巴特沃斯男爵，85歲，英國律師、學者和終身同伴（1985—2003年上議院）。[77]
- 梅爾·費伯（Mel Ferber），80歲，美國電視導演和製片人，心臟病發作。
- Peanuts Hucko，85歲，美國大樂隊音樂家。[78]
- Rafael Ileto，82歲，菲律賓陸軍將軍和政治家，心臟病發作。
- 伊桑·詹姆斯，57歲，美國音樂家，唱片製作人和錄音工程師，肝癌。
- Mahfoud Nahnah，61歲，阿爾及利亞政治家，白血病患者。
- 蘿拉·薩德勒（Laura Sadler），22歲，英國電視女演員，意外摔倒。[79]
- 貝爾丁·希伯德·斯克里布納（Belding Hibbard Scribner），82歲，美國醫生和先驅腎透析研究員。[80]

### 20日
- 拉瑪律·貝克，87歲，美國政治家（田納西州第三國會選區的美國眾議員）。[81]
- 伯纳德·科恩，89歲，美國科學史教授和作家。[82]
- Fielder Cook，80歲，美國電視和電影導演，製片人和作家，中風併發症。[83]
- 安德列·格裡隆（André Grillon），81歲，法國足球運動員和足球經理。[84]
- 摩西·庫普弗曼，76歲，以色列藝術家。
- 雷蒙德·塞拉，66歲，美國演員（《忍者神龜》、《普里齊的榮譽》、《夜的邊緣》）。[85]
- 鮑勃·斯圖普，76歲，美國政治家（美國亞利桑那州第三國會選區代表），骨髓增生異常。[86]

### 21日
- 喬治·阿克塞爾羅德，81歲，美國編劇（《巴士站》、《蒂凡尼的早餐》、《滿洲候選人》）。[87]
- 彼特·丹克特（Piet Dankert），69歲，荷蘭政治家，外交大臣和歐洲議會主席。[88]
- Charles Dédéyan，93歲，法國文學史學家。[89]
- Anita Felguth，94歲，德國乒乓球冠軍。
- Jules Marchal，78歲，比利時外交官和歷史學家。
- 松本弘子，66歲，日本時裝模特。[90]
- 傑森·莫蘭（Jason Moran），35歲，澳大利亞罪犯，被謀殺。[91]
- 羅傑·尼爾森，69歲，加拿大冰球教練，皮膚癌。[92]
- Leon Uris，78歲，美國作家，腎衰竭。[93]
- 馬格努斯·馮·布勞恩（Magnus von Braun），84歲，德國化學工程師，火箭科學家和企業高管。
- 謝爾蓋·弗龍斯基，67歲，蘇聯電影攝影師。[94]
- Alvise Zichichi，64歲，義大利國際象棋大師。

### 22日
- 塞爾吉奧·布魯尼（Sergio Bruni），81歲，義大利流行歌手、吉他手和詞曲作者。[95]
- 瓦西爾·比卡烏，79歲，白俄羅斯作家。[96]
- 約瑟夫·柴金，67歲，美國戲劇導演、演員和劇作家。[97]
- 格拉迪斯·赫爾德曼（Gladys Heldman），81歲，美國網球運動員，經理和雜誌出版商，自殺。[98]
- Harry Kinzy，92歲，美國棒球運動員（芝加哥白襪隊）。[99]
- 倫納德·科佩特（Leonard Koppett），79歲，蘇聯裔美國體育作家和作家，心臟病發作。[100]
- 约翰·曼迪克，83歲，美國籃球運動員。[101]
- 謝爾比·斯塔納（Shelby Starner），19歲，美國創作歌手和音樂家，神经性贪食症併發症。[102]

### 23日
- 斯文·法尔曼，88歲，瑞典擊劍運動員。[103]
- 梅納德·傑克遜，65歲，美國政治家，喬治亞州亞特蘭大市第一位非裔市長，心臟病發作。[104]
- 道格·林，84歲，澳大利亞板球運動員。[105]
- 弗雷德·桑德巴克，美國極簡主義雕塑家，自殺。[106]
- 亞歷山大·西德爾尼科夫，52歲，蘇聯冰球運動員，心力衰竭。

### 24日
- 傑克·布魯納，78歲，美國棒球運動員（芝加哥白襪隊、聖路易斯布朗隊）。[107]
- 亞歷克斯·戈登，80歲，英國電影製片人和編劇。[108]
- 久保亘，74歲，日本政治家。
- 何塞·特里亞斯·蒙日（José Trías Monge），83歲，波多黎各律師和法官。[109]
- 名古屋章，72歲，日本演員和聲優。
- 芭芭拉·威克斯，89歲，美國女演員（Ziegfeld Follies，Now I'll Tell）。[110]

### 25日
- Rene Cayetano，68歲，菲律賓電視節目主持人，記者和政治家，腹癌。
- 約翰尼·道威，37歲，比利時奧運自行車運動員，自殺。[111]
- Archibald D. Johnston，63歲，加拿大政治家。
- 萊斯特·馬多克斯，87歲，美國政治家和種族隔離主義者，喬治亞州州長（1967—1971年），肺炎和前列腺癌併發症。[112]
- 西奧多·克雷西·斯凱特（Theodore Cressy Skeat），96歲，英國學者，大英博物館圖書館員。[113]
- 安德列·泰亞德（André Théard），97歲，海地奧運短跑運動員。[114]
- 八代駿，70歲，日本演員和配音演員，中風。

### 26日
- 約翰·G·亞當斯（John G. Adams），91歲，美國律師，陸軍-麥卡錫聽證會的律師。[115]
- 马克-维维安·福，28歲，喀麥隆足球運動員，心臟病發作。[116]
- 丹尼爾·希爾（Daniel G. Hill），79歲，美籍加拿大社會學家、公務員和人權專家。[117]
- 以撒·沙佩拉（Isaac Schapera），98歲，英國社會人類學家。[118]
- 鄧尼斯·柴契爾，88歲，英國商人，首相柴契爾夫人的配偶（1979-1990），胰腺癌。[119]
- 斯特罗姆·瑟蒙德（Strom Thurmond），100歲，美國政治家，南卡羅來納州州長，唯一一位在美國國會任職的百歲老人，心力衰竭。[120]

### 27日
- 第四代巴爾福伯爵傑拉爾德·巴爾福，77歲，英國世襲貴族（1968-1999年上議院），商人和政治家。[121]
- 卡爾·貝爾納多特王子，92歲，瑞典王子。[121]
- 弗洛德·菲錫安，74歲，美國教育家和政治家。[122]
- 沃爾特·雨果·庫里，73歲，巴西電影導演、編劇和製片人。[123]
- 加里·萊恩（Gary Lane），60歲，美國橄欖球運動員，心臟病發作。[124]
- 大衛·紐曼，66歲，美國編劇（《邦妮和克萊德》、《有一個歪歪扭扭的人》、《怎麼了，醫生》），中風。[125]
- 朱塞佩·龐蒂吉亞（Giuseppe Pontiggia），68歲，義大利作家和文學評論家，中風。
- 安東尼·波舍普尼（Anthony Poshepny），78歲，美國中央情報局准軍事行動官員，電影《現代啟示錄》中庫爾茨上校的模特。
- 肯·史密斯，64歲，英國詩人。[126]
- 約翰·海頓·斯托克斯，85歲，英國政治家（奧爾德伯里和哈爾索文、哈爾索文和斯托爾布里奇的國會議員）。[127]

### 28日
- 喬治·巴克斯特，80歲，美國編劇和作家（《恐怖馬戲團》、《死亡之城》），心臟手術併發症。[128]
- 克萊姆·克裡斯特森（Clem Christesen），91歲，澳大利亞文學評論家和編輯。
- Russell Endean，79歲，南非板球運動員。[129]
- 寶琳·弗拉納根，77歲，愛爾蘭裔美國女演員，心臟病發作，肺癌。[130]
- 羅伯特·繆爾·格雷夫斯（Robert Muir Graves），72歲，美國高爾夫球場建築師，癌症。[131]
- 岸田理生，57歲，日本劇作家兼導演。
- 瓊·洛瑞·尼克鬆，76歲，美國記者和作家，胰腺癌。[132]
- 喬治·希普利（George E. Shipley），76歲，美國政治家。[133]
- Willem Slijkhuis，80歲，荷蘭運動員（1948年夏季奧運會兩屆銅牌得主：1500米、5000米）。[134]

### 29日
- Rod Amateau，79歲，美國編劇兼導演（The Many Loves of Dobie Gillis、The George Burns and Gracie Allen Show），腦出血。[135]
- 塞米恩·布勞德，92歲，蘇聯和烏克蘭物理學家和射電天文學家。
- 凯瑟琳·赫本，96歲，美國女演員（《非洲女王》、《冬天的獅子》、《金色池塘》），四次奧斯卡獎得主，心臟病發作。[136]
- 莫迪凯·霍德，76歲，以色列空軍上將。[137]
- 詹姆斯·凱利（James Kelly），89歲，美國抽象表現主義藝術家。[138]
- 諾曼·奧康納（Norman O'Connor），81歲，美國牧師和爵士音樂家。[139]

### 30日
- 努尔·阿拉姆，73歲，巴基斯坦曲棍球運動員（奧運會曲棍球：1956 年銀牌、1960 年金牌）。[140]
- 巴迪·哈克特，78歲，美國喜劇演員和演員（《瘋狂、瘋狂、瘋狂、瘋狂的世界》、《小美人魚》、《愛蟲》），糖尿病。[141]
- 羅伯特·麥克洛斯基（Robert McCloskey），88歲，美國童書作家和插畫家。[142]
- 康斯坦斯·史密斯，75歲，愛爾蘭女演員。[143]